# باول فوغلر
باول فوغلر (بالفرنسية: Paul Vogler)‏ هو رسام فرنسي، ولد في 1852 في former 7th arrondissement of Paris ‏ في فرنسا، وتوفي في 1 ديسمبر 1904 في Verneuil-sur-Avre ‏ في فرنسا.